# Холмецкое сельское поселение
Холме́цкое се́льское поселе́ние — муниципальное образование в составе Оленинского района Тверской области.
Центр поселения — деревня Холмец.
Образовано в 2005 году, включило в себя территории Каденского, Первомайского и Холмецкого сельских округов.

## Географические данные
- Общая площадь: 453,3 км²
- Нахождение: северо-западная часть Оленинского района
  - Граничит:
    - на севере — с Селижаровским районом, Максимковское СП и Оковецкое СП
    - на востоке — с Молодотудским СП
    - на юге — с Глазковским СП
    - на юго-западе — с Мостовским СП
    - на северо-западе — с Нелидовским районом, Высокинское СП

Основные реки — Тудовка и её притоки Слатенка, Скоковка, Троянка, Трибеска.

## Экономика
В деревне Большая Каденка — животноводческий совхоз «Коммунар».

## Население
| 2010 | 2011 | 2012 | 2013 | 2014 | 2015 | 2016 |
| ---- | ---- | ---- | ---- | ---- | ---- | ---- |
| 695  | ↘691 | ↘668 | ↗669 | ↘663 | ↘651 | ↗668 |
| 2017 | 2018 | 2019 | 2020 |      |      |      |
| ↘640 | ↘602 | ↘585 | ↘574 |      |      |      |

На 2005—989 человек.

На 01.01.2008 — 826 человек.

Население по переписи 2010 — 695 человек.

## Населенные пункты
На территории поселения находятся 55 населенных пунктов:
| №  | Населённый пункт | Тип     | Население |
| -- | ---------------- | ------- | --------- |
| 1  | Безобразово      | деревня | 0         |
| 2  | Большая Каденка  | деревня | ↘235      |
| 3  | Большая Слотня   | деревня | 7         |
| 4  | Борыгино         | деревня | 0         |
| 5  | Васильки         | деревня | 0         |
| 6  | Волково          | деревня | 11        |
| 7  | Гончарово        | деревня | 1         |
| 8  | Грива            | деревня | 1         |
| 9  | Загвоздье        | деревня | 0         |
| 10 | Замошье          | деревня | ↘7        |
| 11 | Ильенки          | деревня | ↘114      |
| 12 | Истопки          | деревня | 0         |
| 13 | Каменка          | деревня | 0         |
| 14 | Карзаново        | деревня | 9         |
| 15 | Ключевня         | деревня | 1         |
| 16 | Ковалево         | деревня | 0         |
| 17 | Кожухово         | деревня | →0        |
| 18 | Кости            | деревня | 0         |
| 19 | Кострово         | деревня | 0         |
| 20 | Курьяновка       | деревня | 0         |
| 21 | Лесниково        | деревня | ↘1        |
| 22 | Лысята           | деревня | 0         |
| 23 | Макарово         | деревня | 0         |
| 24 | Малая Слотня     | деревня | 0         |
| 25 | Машутино         | деревня | 0         |
| 26 | Минькино         | деревня | 0         |
| 27 | Морщиково        | деревня | 0         |
| 28 | Мостище          | деревня | 0         |
| 29 | Моторино         | деревня | 0         |
| 30 | Овинцы           | деревня | 0         |
| 31 | Оселки           | деревня | 1         |
| 32 | Пепелово         | деревня | 0         |
| 33 | Пласкуша         | деревня | 0         |
| 34 | Пробойка         | деревня | 1         |
| 35 | Пустошка         | деревня | 0         |
| 36 | Пыжи             | деревня | 0         |
| 37 | Рассказово       | деревня | 1         |
| 38 | Ребры            | деревня | 0         |
| 39 | Редькино         | деревня | 5         |
| 40 | Репище           | деревня | 0         |
| 41 | Ручьеваха        | деревня | 0         |
| 42 | Сазоново         | деревня | 0         |
| 43 | Свисталово       | деревня | 1         |
| 44 | Селишня          | деревня | ↘0        |
| 45 | Семирня          | деревня | 7         |
| 46 | Тарусы           | деревня | 0         |
| 47 | Татищево         | деревня | 1         |
| 48 | Тер-Гора         | деревня | 0         |
| 49 | Тислино          | деревня | 0         |
| 50 | Тишнево          | деревня | 1         |
| 51 | Хмелевка         | деревня | 0         |
| 52 | Холмец           | деревня | ↘270      |
| 53 | Шарки            | деревня | 0         |
| 54 | Шмыки            | деревня | 1         |
| 55 | Шоптово          | деревня | 0         |

### Бывшие населенные пункты
В 1998 году исключены из учетных данных деревни Каменка, Книжниково и Можениха.
Ранее исчезли деревни:
Анисимовка, Белогубцево, Бол. Барсуки, Боярское, Вепрево, Двойня, Дворяниново, Дудкино, Есеновка, Жиганово, Заболотня, Иструбенка, Карельская, Козловка, Корытово, Крестовая, Кузнецово, Лавриновка, Марфино, Медведево, Метелица, Нивы, Погорелка, Поповка, Распашная, Синебрюховка, Смыговка, Старая, Трубяная, Тураи, Тюльки, Хотеенки, Юсово, Яблонька и другие (всего около 100 деревень исчезло с территории поселения).

## История
С образованием в 1796 году Тверской губернии территория поселения вошла в Ржевский уезд и большая часть деревень относилась к Пыжевской и Замошинской волостям. После ликвидации губерний в 1929 году территория поселения входила в Западную область (до 1935 г.). В 1936—1958 годах территории поселения входила в Молодотудский район Калининской области. С декабря 1962 по март 1964 — в Нелидовский район, с 1964 года входит в Оленинский район.
В годы Великой Отечественной войны здесь были ожесточенные бои (правый фланг Ржевской битвы). В братской могиле в дер. Холмец захоронены 782 советских воина. Также воинские захоронения в деревнях Моторино (450 воинов), Загвоздье (324 воинов) и Лесниково (383 воинов).

## Известные люди
В ныне не существующей деревне Двойня родился Герой Советского Союза Иван Михайлович Струков.

 В деревне Мостище родился Герой Советского Союза Михаил Макарович Юрьев.